# Distrito de Tutong
Tutong es un distrito (daerah) de Brunéi. La capital es Tutong. otras ciudades importantes son Kuala Abang, Lamunin, Melit, Penanjong y Telisai.
El distrito bordea el Mar de la China Meridional al norte, el distrito de Brunéi y Muara y Malasia al este y el distrito de Belait al oeste.
El río Sungai Tutong fluye a través de Tutong. Tiene el lago más grande de Brunéi, Tasek Merimbun, que se declara como Parque del Patrimonio de la ASEAN.

## Provincias
- Pekan Tutong
- Keriam
- Telisai
- Tanjong Maya
- Kiudang
- Ukong
- Lamunin
- Rambai

- Datos: Q40398
- Multimedia: Tutong / Q40398